# Islám v Togu

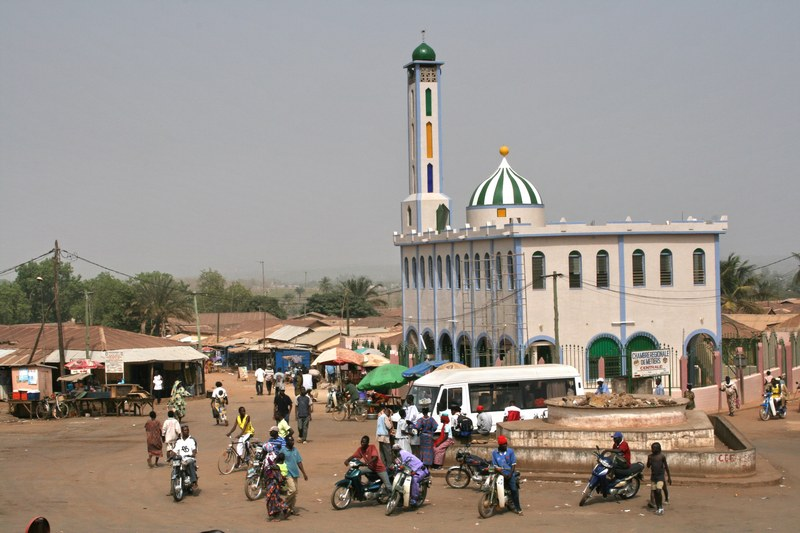
Mešita v Sokodé

Islám v Togu vyznává přibližně 15 až 20 % populace. Do Toga se islám dostal přibližně ve stejnou dobu jako do dalších států Západní Afriky. Většina muslimů v této zemi se hlásí k sunnitům, kteří dodržují typ islámského práva zvaný málikovský mazhab. Většina muslimů žije na severu země. 

## Historie
Islám se do zemí Západní Afriky ležících jižně od Sahary dostával ve středověku pomocí obchodních cest se solí a zlatem, díky berberským a tuaregským obchodníkům. Postupem času doprovázeli tyto obchodníky na jejich cestách i muslimští duchovní a učenci, kteří šířili svou víru a pořádali bohoslužby. Od 15. století se v severní části Toga začal šířit islám díky tradičním nomádským skupinám Hausů a Fulbů. V jižní části země, která v té době byla součástí Dahomejského království, zůstala zachována tradiční africká víra. V 16. století kolonizovali Portugalci pobřežní oblasti známé jako Pobřeží otroků a přinesli do oblasti křesťanskou víru. Na počátku 19. století se počet muslimů v zemi výrazně zvýšil v důsledku masivního přílivu muslimských uprchlíků ze severní Nigérie.